# Jaleen Roberts
Pour les articles homonymes, voir Roberts.
Jaleen Roberts, née le 19 novembre 1998 à Tacoma (Washington), est une athlète handisport américaine concourant en T37 pour les athlètes atteintes de paralysie cérébrale. Elle détient un titre mondial (2019).

## Carrière
Roberts est née avec une paralysie cérébrale causée par un accident vasculaire cérébral à sa naissance. Elle fait ses études à l'Université d'Eastern Washington (en).
Pour ses premiers Mondiaux en 2017, elle rafle trois médailles : l'argent sur le saut en longueur et le bronze sur le 100 m et le 200 m T37. Aux Mondiaux deux ans plus tard, elle conserve sa médaille d'argent sur le saut en longueur.
Représentant les États-Unis aux Jeux paralympiques de 2020, elle termine 2e du 100 m T37, quelques jours après avoir raflé la même médaille sur le saut en longueur T37.

## Palmarès

### Jeux paralympiques
- Jeux paralympiques d'été de 2020 à Tokyo :
  -  saut en longueur T37
  -  100 m T37

### Championnats du monde
- Championnats du monde 2017 à Londres :
  -  saut en longueur T37
  -  100 m T37
  -  200 m T37
- Championnats du monde 2019 à Dubaï :
  -  saut en longueur T37